# Cimitero di Riparbella
Il cimitero di Riparbella, ubicato nell'omonimo comune della provincia di Pisa, è un monumento nazionale, dichiarato tale in quanto opera giovanile dell'architetto Luigi Bellincioni. Fu compiuto nel 1894.

## Descrizione
Al centro della facciata il portale ricalca la forma degli stipiti delle tombe etrusche, ed è sormontato dal giglio fiorentino con due fiaccole rivolte verso il basso, simbolo etrusco della morte. Il portale apre lo sguardo su un maestoso porticato in stile neoclassico che abbraccia il camposanto in semicerchio.
L'opera è rimasta incompiuta, dato che le arcate, secondo il progetto, dovevano chiudere tutto il cerchio; i lati aperti, d'altro canto, conferiscono a questo luogo un'atmosfera di vera spiritualità. Sotto il porticato di fronte all'ingresso si trova la cappella, che ripete il motivo degli stipiti etruschi; ai lati le camere mortuarie, i loculi comunali e le cappelle delle famiglie più influenti.